# Cirolana coronata
Cirolana coronata är en kräftdjursart som beskrevs av Bruce och Jones 1981. Cirolana coronata ingår i släktet Cirolana och familjen Cirolanidae. Inga underarter finns listade i Catalogue of Life.